# Fulko Bertrand I. (Provence)
Fulko Bertrand I. († wohl 27. April 1051) war seit 1018 Graf von Provence gemeinsam mit seinen Brüdern Wilhelm IV. († 1019/30) und Gottfried I. († wohl 1061/62). Nach Wilhelms Tod nahm Fulko den Titel eines Markgrafen an, womit signalisiert wurde, dass er das Oberhaupt der Familie sei.
Gemeinsam mit Gottfried machte Fulko am 26. Mai 1037 der Abtei Cluny eine Schenkung, der Kirche Saint-Victor in Marseille am 16. Januar 1040. Fulko Bertrand war ein großer Förderer der monastischen Erneuerung im frühen 11. Jahrhundert. Er berief eine Synode von Klerikern und Adligen ein, um die Abtei Saint.Promasius bei Forcalquier zu gründen, um Bremetense bei Gap wiederherzustellen, das von den Sarazenen von Fraxinetum zerstört worden war.
Er und sein Bruder Gottfried gaben viel von der Macht über den königlichen Fiscus auf, die seit der Regierungszeit seines Urgroßvaters im Besitz der Familie war. Viel wurde als Allodein an Vasallen gegeben, und die Schwächung der Provence als Einheit hat mit der Politik Fulkos und Gottfrieds begonnen.
Trotz ihrer Großzügigkeit gegenüber Fulko, dem Vizegrafen von Marseille, kam es 1031 zwischen ihnen zu Kämpfen, bei denen Toulon beschädigt wurde. 
Fulko Bertrand heiratete eine Tochter des Grafen Wilhelm III. Taillefer. Sein Nachfolger in der Provence wurde sein Sohn Wilhelm VI. Bertrand; sein zweiter Sohn Gottfried II. erbte Forcalquier. Eine Tochter wurde die erste Ehefrau von Raimund IV. Graf von Toulouse († 1105), die andere heiratete Wilhelm II. Graf von Besalú (erm. 1066/70).

## Weblink
- Foundation for Medieval Genealogy: Provence.

| Vorgänger   | Amt                               | Nachfolger   |
| ----------- | --------------------------------- | ------------ |
| Wilhelm IV. | Graf der Provence 1019/30–um 1051 | Gottfried I. |

| Personendaten    | Personendaten                                                     |
| ---------------- | ----------------------------------------------------------------- |
| NAME             | Fulko Bertrand I.                                                 |
| ALTERNATIVNAMEN  | Fulco Bertrand I.; Fulcho Bertrand I.; Fulko Bertrannus; Foulques |
| KURZBESCHREIBUNG | Graf von Provence                                                 |
| GEBURTSDATUM     | 10. Jahrhundert oder 11. Jahrhundert                              |
| STERBEDATUM      | um 27. April 1051                                                 |